# Victoria Chaplin
Victoria Agnes Chaplin-Thierrée (Santa Mónica, 19 de mayo de 1951) es una artista de circo y diseñadora de vestuario británico-estadounidense.

## Trayectoria
Nació en Santa Mónica, en Estados Unidos, pero creció en Suiza. Es hija de la actriz británica Oona O'Neill y del actor de cine y comediante británico Charlie Chaplin, y nieta del dramaturgo estadounidense Eugene O'Neill. De adolescente, apareció como extra en la última película de su padre, A Countess from Hong Kong de 1966. 
También estaba prevista su participación en The Freak, un proyecto cinematográfico de su padre  de 1969, en el que interpretaría a una niña alada encontrada en la selva amazónica, que no llegó a realizarse debido al deterioro de la salud de su padre y a que había iniciado una relación con el actor francés Jean-Baptiste Thierrée.
Ambos se conocieron después de que Thierrée leyera en un artículo sobre el interés de Chaplin por el circo. Posteriormente, le propuso formar un nuevo tipo de espectáculo juntos que mezclara la técnica del payaso y cabaré. Poco después, participaron brevemente como payasos en la película I clowns (1970) del director italiano Federico Fellini. En 1971, debutaron con el circo contemporáneo Le Cirque Bonjour en el Festival de Aviñón.
En 1974, fundaron Le Cirque Imaginaire, un espectáculo más pequeño y centrado en sus propias actuaciones y en ocasiones en las de sus hijos que giró por todo el mundo. Desde 1990, han continuado su trabajo artístico bajo el nombre de Le Cirque Invisible.
Ha diseñado vestuario para espectáculos como The Junebug Symphony junto a Liliane Boitel o para La Veillée des Abysses en 2008. 
Chaplin y Thierrée tuvieron dos hijos, Aurélia (1971), y James (1974), ambos dedicados a las artes escénicas. Además Chaplin también ha colaborado en la creación y dirección de espectáculos para sus hijos, como: The Junebug Symphony o El Oratorio de Aurélia, Murmures des murs y Bells and Spells.

## Reconocimientos
En 2006, Victoria Chaplin recibió el Premio Molière, un premio nacional de teatro francés, por diseñar el vestuario para el espectáculo dirigido por su hijo, James Thierrée, The Junebug Symphony.